# نهر الفضل
نهر الفضل وسُمّي كذلك نهر الشماسية هو نهر مندثر في بغداد مذكور في كتب التاريخ، كان يتفرع من الضفة اليسرى لنهر الخالص، ويسير نحو الجنوب من سبع أبكار حتى ينتهي إلى دجلة فينصبّ فيها في باب الشماسيةبالأعظمية.